# 马扎尔迈奇凯
马扎尔迈奇凯（匈牙利語：Magyarmecske）是匈牙利巴兰尼亚州所辖的一个村。总面积11.95平方公里，总人口315，人口密度26.4人/平方公里（2011年1月1日）。